# Cladosporium brachormium
Cladosporium brachormium är en svampart som beskrevs av Berk. & Broome 1850. Cladosporium brachormium ingår i släktet Cladosporium och familjen Davidiellaceae.   Inga underarter finns listade i Catalogue of Life.